# 异叶紫珠
异叶紫珠（学名：Callicarpa anisophylla）为马鞭草科紫珠属的植物，是中国的特有植物。分布于中国大陆的广西、贵州等地，生长于海拔900米至1,300米的地区，一般生长在山坡以及山顶密林中，目前尚未由人工引种栽培。